# Šimonovice
Šimonovice (en allemand : Schimsdorf ) est une commune du district et de la région de Liberec, en Tchéquie. Sa population s'élevait à 1 357 habitants en 2021.

## Géographie
Šimonovice se trouve à 7 km au sud de Liberec et à 83 km au nord-est de Prague.
La commune est limitée par Liberec au nord, par Dlouhý Most et Hodkovice nad Mohelkou à l'est, par Bílá au sud, et par Proseč pod Ještědem à l'ouest.

## Histoire
La première mention écrite du village date de 1545.

## Administration
La commune se compose de trois sections :
- Minkovice
- Rašovka
- Šimonovice

## Transports
Par la route, Šimonovice se trouve à 9 km de Liberec et à 106 km de Prague.